# 二連木城
二連木城（にれんぎじょう）は、愛知県豊橋市仁連木町（三河国渥美郡北端）の朝倉川南岸にあった戦国時代の日本の城。「楡（にれ）の木」から名が付いたと言われ、仁連木城とも書く。

## 歴史

### 築城まで
築城したのは明応2年（1493年）で戸田氏中興の祖戸田宗光（全久）である。
戸田宗光は、京都の室町幕府政所執事の伊勢貞親に仕えていた。三河国守護の細川成之から三河国額田郡で狼藉を働く者の鎮圧願いが出され、8代将軍足利義政は戸田宗光と義父松平信光に命を下した。宗光は義父松平信光と共に賊の首をあげ京へ送ったが、宗光は三河国で勢力を持ち始める。応仁の乱｛応仁元年（1467年）〜文明9年（1477年）｝が始まり、群雄割拠の時代が来ると、文明7年(1475年)、渥美郡大津城（豊橋市老津町）に入り、文明9年（1477年）郡代一色政照を渥美郡大草村（愛知県田原市）に隠居させ、政照の養子分になることで郡の統治権を得る。文明12年（1480年）に田原城（田原市）を築城する。
明応2年（1493年）、豊川北岸の郡である宝飯郡長山一色城（現、豊川市牛久保町）で、主君一色時家を討ち君臨していた波多野時政（全慶）と、同じ故一色時家家臣牧野成時（古白）は灰野原の戦いを起こしていた。宝飯郡で大混乱の年、渥美郡の北の端である朝倉川沿いの丘の上に二連木城を築城し、宗光は二連木城へ移る。これによって、二連木城を渥美郡北部の根城とし、息子の憲光に譲った田原城と共に戸田家の中心拠点となる。そして、戸田宗光は渥美郡完全制圧を図る。

### 築城後
永正5年（1508年）、戸田氏中興の祖・戸田宗光は没し、子の憲光は亡父宗光のために二連木城の近くに全久院（豊橋市東郷町）を建立した。
天正18年（1590年）最後の二連木城主戸田康長（戸田松平家の祖で松平姓を受ける）は徳川家康の関八州へ移封と共に去り、二連木城は主を失った。しかし、松平姓を受け、徳川松平一族と同格となった仁連木戸田家は宗家を名乗り、田原戸田家は分家となる。
この年、この東三河地域（当時、4郡で総石15万2000石）へ入った池田照政（播磨国姫路城へ移封時に輝政と改名）は吉田城を拠点とし、二連木城を廃城とした。

### 廃城後
城跡は大口公園（おおぐちこうえん）となった。公園の名は初代豊橋市長であり衆議院議員であった大口喜六（1870年〈明治3年〉 - 1957年）にちなむ。

## 今橋城（吉田城）との関係

### 抗争期
明応2年（1493年）に灰野原の戦いで勝利した牧野成時（古白入道）は豊川の東岸へ渡り、二連木城の西1km半ほどの所に永正2年（1505年）今橋城（後に吉田城に改名。現在の豊橋市今橋町）を築いた。
しかし、戸田氏と二連木城にとってみれば、憂慮する事態である。渥美郡（豊川・朝倉川南岸）の完全なる支配を目論む戸田氏には、隣郡の宝飯郡から牧野氏が、わざわざ豊川を越えてまで築いてきた今橋城の存在は目障りでしかなかった。そもそも今橋城の大手門は、築城時には東へ向けられていた。すなわち、東にあった二連木城への対抗を意図した城砦であることは明白である。
同じ朝倉川南岸で近くに有るが、北の朝倉川方面から二連木城を見れば明らかに小山でありこの辺りで一番高い地点であるのに対し、今橋城（吉田城）は豊川・朝倉川の合流地点ではあるが、西に対しては少々高い地点であるものの南や東に対しては完全なる平城となっていた。この後、戸田氏は今橋城攻略に力を注ぎ始めた。
形態が異なる城のそれぞれの支配者、二連木城の戸田氏と今橋城の牧野氏は築城の翌年（1506年）に激突、古白は敗死した。しかしこれは両氏による度重なる抗争の始まりでしかなく、目まぐるしく替わる支配権の奪い合いで、対立を深めた。やがて、これに西三河の松平氏も加わり、三つ巴の今橋城争奪の抗争は熾烈をきわめた。それは吉田城と改名後も同じである。
その吉田城争奪戦が沈静化するのは、今川義元が三河国の本格支配に乗り出した頃である。吉田城を入手した今川氏は、城代を派遣し三河支配の拠点と定めた。だが、永禄3年（1560年）5月の桶狭間の戦いで義元討ち死によって、支配力に陰りが出始めた。
その頃、吉田城城代として置かれていた大原資良（小原という文書も残る）と懇意となった二連木城主 戸田重貞は、永禄7年（1564年）に吉田城から人質となっていた母の奪還に成功、徳川家康陣営へ転属した。このため、二連木城（徳川陣営の戸田氏）と吉田城（今川氏）は再び敵対関係に陥った。

### 支城的役割の時期
しかし、その敵対関係は長期化せずに翌8年（1565年）、家康の攻勢に晒された大原資良の吉田城開城退去によって収束する。
同じ徳川陣営下となった吉田城と二連木城であったが、今川支配時代と同様に吉田城代の指揮下に組み込まれたため、また吉田城との連携に欠かせない位置と距離に在ったために二連木城は、自ずと支城的役割を担うこととなった。
危機に陥ったのは、元亀2年（1571年）。主家 徳川氏が関係悪化に陥った甲斐武田氏から、領国を東と北から攻め立てられた頃である。
信濃から南下する武田軍に対し、山家三方衆などのように降伏する者まで現れるようになった東三河。設楽郡の菅沼定盈を4月28日には退散させた武田軍は南進を止めず、吉田城まで攻囲した。その時、二連木城も攻撃対象として狙われたのである。
しかし、吉田城ほどの防御力を有していなかったためか結局は落城、城兵などは吉田城に退散したという（二連木城の戦い）。

### 廃城期
東三河4郡を領した池田照政（後の輝政）の入封以降、二連木城一帯は吉田城の直接支配下となったため、近すぎる二連木城は必要性を失い、廃城となった。二連木城の廃城に伴い、吉田城でも東に向けられていた大手門を南側に移転させている。

## その他
最後の吉田城主松平信古は大河内氏であるが、長沢松平家の養子として松平氏を名乗る家である。二連木城初代城主戸田宗光の妻の父は松平信光であるが、長沢松平家（拠点は長沢城（現、豊川市長沢町））は信光の十一男松平親則を祖とするという縁がある。

## アクセス
豊橋鉄道市内線東田電停（安全地帯がなく、走行する自動車に注意）下車 北へ徒歩5分 大口公園

## 概要
1. ↑  「豊橋市の文化財」豊橋市公式HP